# 恵美須ヶ鼻造船所跡
恵美須ヶ鼻造船所跡（えびすがはなぞうせんじょあと、英:Ebisugahana Shipyard）は、山口県萩市にある長州藩が洋式帆船を建造した造船所跡。史跡に指定されている。世界遺産「明治日本の産業革命遺産 製鉄・製鋼、造船、石炭産業」の構成資産の一つである。

## 概要

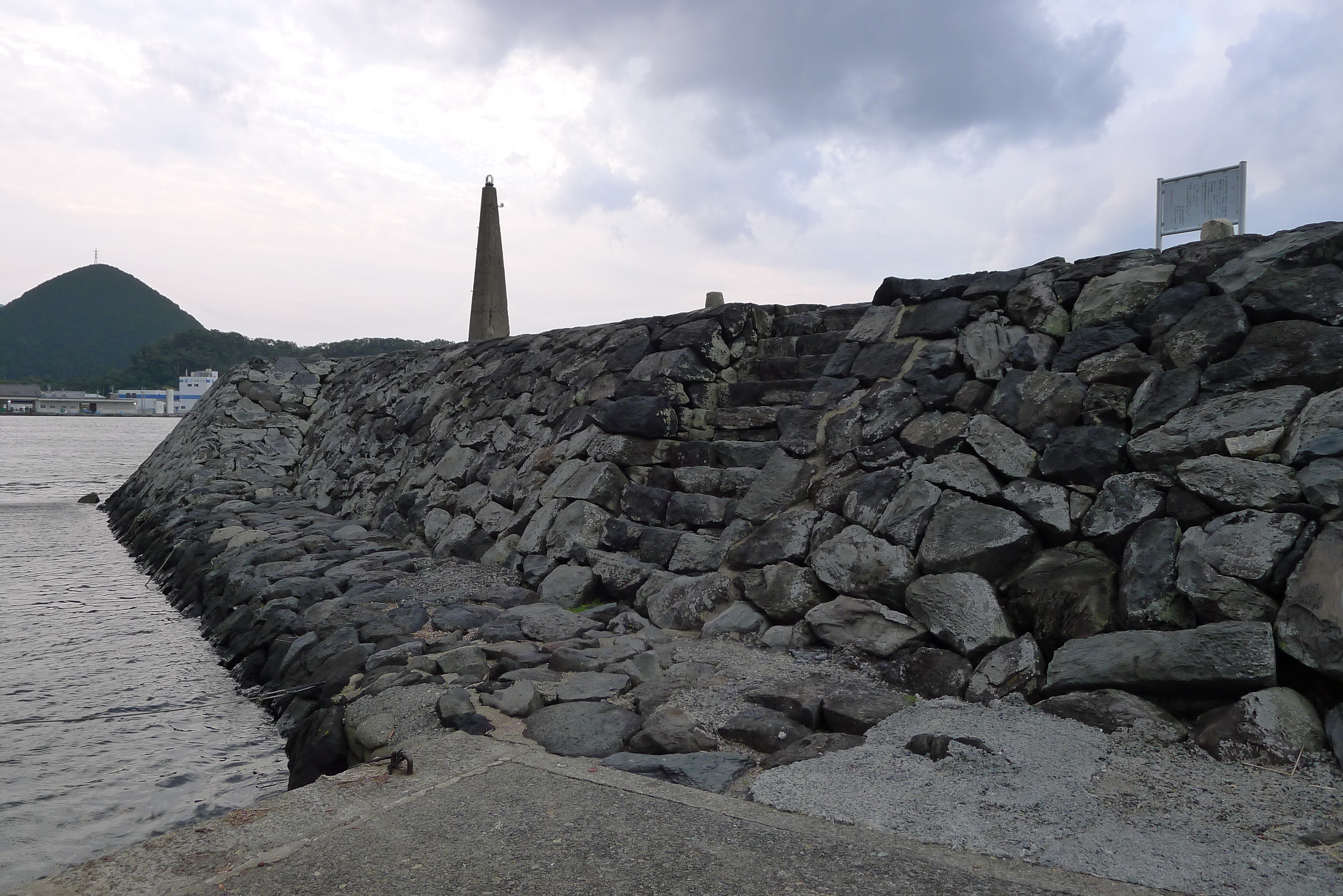
今浦波戸

萩市椿東中小畑にある、長州藩が設けた造船所の遺跡である。ロシアの造船技術による丙辰丸とオランダの造船技術による庚申丸が建造されており、同じ造船所内に異なる外国の造船技術が共存する唯一の造船所であり、数少ない西洋式造船所の遺構であって、近代技術の導入期を知る貴重な遺産である点が評価され、2013年に国の史跡に指定された。2007年（平成19年）、経済産業省により、近代化産業遺産に認定されている。さらに2009年には、萩反射炉などと共に九州・山口の近代化産業遺産群の構成資産として、ユネスコの世界遺産（文化遺産）暫定リストへ掲載され、2015年に「明治日本の産業革命遺産 製鉄・製鋼、造船、石炭産業」として正式登録された。
石造防波堤が現存するが、これは当時の史料にみえる「今浦波戸」であるとみられている。

## 歴史
1853年、アメリカ合衆国やイギリス、ロシア帝国などの西欧諸国の軍船の相次ぐ日本近海への出現により、江戸幕府や諸藩の脅威となると、幕府は、安政の改革の一環として、藩に対して大型軍艦の建造を禁止した大船建造禁止令を撤回した。浦賀警備に当たっていた長州藩に対しても大船の建造を要請された。財政上の理由から長州藩は消極姿勢を示したが、桂小五郎が軍艦建造の意見を藩に提出した ことなどから、翌1854年には、藩主毛利敬親が洋式軍艦を建造することを決定。日本で初の本格的な洋式帆船である君沢形(スクーナー)軍艦を建造していた伊豆国戸田村に船大工棟梁の尾崎小右衛門を派遣した。尾崎は戸田村でスクーナー船建造にあたった高崎伝蔵らを招請して藩に戻り、翌1856年、小畑浦の恵美須ヶ鼻に軍艦製造所を開設した。同年12月、萩藩最初の洋式軍艦である丙辰丸が、1860年には長崎の海軍伝習所でオランダのコットル船建造技術を学んだ藤井勝之進によって、2隻目の庚申丸が造られた。丙辰丸建造の際に用いられた鉄は、大板山たたら製鉄遺跡(ともに明治日本の産業革命遺産を構成)で、伝統的な製鉄法であるたたら製鉄によって造られており、洋式技術と日本伝統の技術が組み合わせられた稀有な例である。
しかし、その後蒸気船が主流となると、長州藩は、外国製蒸気船を購入する方針に変更し、艦船建造は行われなくなり、閉鎖されたものと考えられている。

## アクセス
山口県萩市椿東5159-14
- 絵堂インターチェンジから車で30分
- JR西日本東萩駅から車で5分
- 萩反射炉より車で2分